# بريتا صوفيا دي لا غاردي
بريتا صوفيا دي لا غاردي (بالسويدية: Brita Sophia De la Gardie)‏ هي ممثلة سويدية، ولدت في 1713 في السويد، وتوفيت في 1797.